# ギヨーム・クリトン

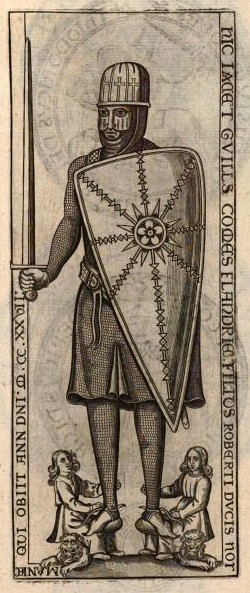
ギヨーム・クリトン

ギヨーム・クリトン （Guillaume Cliton）またはギヨーム・ド・ノルマンディー （Guillaume de Normandie、1102年10月25日 - 1128年7月28日）は、フランドル伯。ノルマンディー公位およびイングランド王位請求者。英語名はウィリアム・クリトー（William Clito）。
添え名のように使われるクリトン（Cliton）は、古英語のアシリング（Aetheling）、そしてゲルマン語のアデリヌス（Adelinus）の中世ラテン語化された同義語である。クリトンおよびアシリングはどちらも「王族の男」または現代的な同義語では「プリンス」を意味している。

## 生涯

### 幼年時代
ギヨームは、ノルマンディー公ロベール2世と妃シビッラ・ディ・コンヴェルサーノの子として生まれた。シビッラはシチリア王国のノルマン貴族の娘であった。父ロベールが1106年のタンシュブレーの戦いで叔父ヘンリー1世に敗北し捕らえられた後、叔父は父を連れてノルマンディーのファレーズへ向かい、そこで幼いギヨームと初めて対面した。ヘンリー碩学王は、アルク伯エリアス・ド・サン・サーンスに甥の親権をゆだねた（アルク伯はロベール2世の庶出の娘を妻としていた）。少年時代のギヨームは、1110年8月に突然王が少年を引き渡すよう使いを差し向けるまで、姉とアルク伯の元で世話をされた。当時エリアスは自邸に不在で、エリアスの家令は少年を隠し、こっそりと自分の主人に少年を引き渡した。エリアスは公国に逃げ、ヘンリー碩学王の敵の中に安全を見出したのである.。

### 最初のノルマン反乱
ギヨームの最初の逃亡先は、ヘンリー碩学王の強敵であるシュルーズベリー伯ロベール・ド・ベレームで、彼はノルマンディー公国南部に大規模な所領を持っていた。1112年にロベール・ド・ベレームが捕らえられると、ギヨームとエリアスは若きフランドル伯ボードゥアン7世の宮廷へ逃げた。1118年、ノルマンディーの伯爵と男爵たちの強力な連合軍が、ヘンリー碩学王に幻滅し、ボードゥアン7世と反乱軍と同盟した。彼らはギヨーム・クリトン側につき、危険な反乱を開始した。
ノルマンディー国境の伯爵たちとボードゥアン7世は王にとってあまりに強力で、公国の北側を多く占領した。しかし優位に立っていた遠征は、1118年9月のアルク包囲戦でボードゥアン7世が重傷を負ったことで突然終わった。翌年、ギヨーム・クリトン側にルイ肥満王がついた。ルイ肥満王はセーヌ川下流のノルマンディー公国へ攻め込んだ。1119年8月20日、ブレミュールの戦いでフランス軍はヘンリー碩学王の軍と対峙し、決定的な敗北を喫した。
戦いの日、ギヨームは王の警護兵の中に新入りの騎士として騎乗しており、かろうじて拘束から逃れた。ギヨームのいとこでヘンリー王の息子ウィリアム・アデリンは、翌日ギヨームが戦闘で失った馬に『必需品』を乗せて送り返した。反乱軍は崩壊したが、ギヨームは引き続きフランス宮廷から支援を受けた。1119年10月、ルイ肥満王はランスでギヨームの件でローマ教皇の関心を引き、亡命した少年の処遇を正当化するよう、ヘンリー王に仕向けた。

### 2度目のノルマン反乱
1120年11月25日、ヘンリー碩学王の跡取りウィリアム・アデリンが遭難死すると、ギヨーム・クリトンの運命が一変した。彼は今や、イングランドとノルマンディーの明らかな男性相続人であった。ノルマン貴族の重要な者たちがギヨーム側についた。ヘンリー碩学王の問題はさらに悪化した。ウィリアム・アデリンは、アンジュー伯フルク5世の娘マティルドと結婚しており、フルク5世はウィリアムの死後、マティルドの持参金として持たせたメーヌの複数の城や町を返還するよう求めたが、ヘンリーはこれを拒否したのである。フルク5世は娘シビーユとギヨーム・クリトンを結婚させ、彼女の持参金としてノルマンディーとアンジューの間にあるメーヌ伯領を彼に与えた。ヘンリー碩学王は教会法に強く訴えたが、最終的にギヨームとシビーユの結婚は血縁関係の近さを理由に、1124年8月に無効とされた。一方、深刻な貴族の反乱が、ギヨームを支持するノルマンディーで起きた。ところが反乱は、ヘンリー王の情報網と指導者の組織化の欠如で敗北した。ルイ6世は、東側からルイを脅かす神聖ローマ皇帝ハインリヒ5世（ヘンリー王の義理の息子）の積極的な介入に気をとられた。

### フランドル伯
ルイ6世はギヨーム側について、1127年に多大な努力をした。1月、彼はセーヌ川下流からノルマンディーを攻撃する拠点としてフランス領ヴェクサンにある王領を授けた。そして王妃アデル・ド・サヴォワの異父妹であるジョヴァンナ・デル・モンフェラートとギヨームを結婚させた。1127年3月、フランドル伯シャルルが暗殺されると、ルイ肥満王はギヨームの運命をさらに良い方向へ向ける機会を与えた。彼は軍隊の先頭に立ってフランドルに入り、3月30日に新しい伯爵としてギヨームを受け入れるよう当地の男爵たちを味方にした（ギヨームはフランドル伯ボードゥアン5世のひ孫にあたる）。
当初、5月末までに伯領の大部分を確保しギヨームは善処した。しかし、イングランドからの資金、ティエリー・ダルザスという競争相手の出現が、ギヨームの立場の悪化につながった。1128年2月、サントメールとヘント、3月にはブルッヘが、ギヨームに反旗を翻した。1128年5月、リールがティエリーを迎え入れ、ギヨームはフランドルの南の国境地帯をわずかに統制するにすぎなかった。しかしギヨームはブルッヘに打って戻り、6月21日のアクスポールの戦いでノルマンとフランス騎士の同盟軍とともにティエリーを破った。
この時点でギヨーム側にブラバント公ジョフロワが加わり、7月12日にアールストを包囲した。しかし、包囲戦の過程でギヨームは歩兵との乱闘で腕を負傷した。傷が壊疽となって、1128年7月28日、忠実な義兄エリアス・ド・サン・サーンスに看取られ、ギヨームは死んだ。ギヨームの遺体はサントメールのサン・ベルタン修道院に運ばれて埋葬された。ギヨームに子供はなく、ウェールズで幽閉の身であった父ロベールはそれから6年後に死んだ。